# Burnatia
Burnatia is een geslacht van planten uit de waterweegbreefamilie (Alismataceae). Het geslacht telt een soort die voorkomt in tropisch en zuidelijk Afrika, van Senegal tot in Tanzania en Zuid-Afrika.

## Soorten
- Burnatia enneandra Micheli

Albidella · 
Alisma (Waterweegbree) · 
Baldellia · 
Burnatia · 
Caldesia · 
Damasonium · 
Echinodorus · 
Limnophyton · 
Luronium · 
Ranalisma · 
Sagittaria · 
Wiesneria